# Klokot, Bihać
Klokot je naselje v občini Bihać, Bosna in Hercegovina. 

## Deli naselja
Klokot in Muratovići.

## Prebivalstvo
| Pregled števila prebivalcev po letih | Pregled števila prebivalcev po letih | Pregled števila prebivalcev po letih | Pregled števila prebivalcev po letih | Pregled števila prebivalcev po letih | Pregled števila prebivalcev po letih |
| ------------------------------------ | ------------------------------------ | ------------------------------------ | ------------------------------------ | ------------------------------------ | ------------------------------------ |
| 1948                                 | 1953                                 | 1961                                 | 1971                                 | 1981                                 | 1991                                 |
| -                                    | -                                    | -                                    | 573                                  | 630                                  | 705                                  |

| Narodna sestava prebivalstva po letih                                                                                      | Narodna sestava prebivalstva po letih                                                                                      | Narodna sestava prebivalstva po letih                                                                                      |
| --- | --- | --- |
| 1971 | 1981 | 1991 |
| . skupaj: 573 Muslimani 570 (99,47 %) Hrvati 3 (0,52 %) Srbi 0 (0,00 %) Jugoslovani 0 (0,00 %) drugi in neznano 0 (0,00 %) | . skupaj: 630 Muslimani 621 (98,57 %) Hrvati 2 (0,31 %) Srbi 1 (0,15 %) Jugoslovani 6 (0,95 %) drugi in neznano 0 (0,00 %) | . skupaj: 705 Muslimani 703 (99,71 %) Hrvati 0 (0,00 %) Srbi 0 (0,00 %) Jugoslovani 0 (0,00 %) drugi in neznano 2 (0,28 %) |